# ルイーズ・ファランク
ルイーズ・ファランク（ファランとも、Louise Farrenc, [faʀɑ̃k], *1804年3月31日 パリ - †1875年9月15日 パリ）はフランスの作曲家・ピアニスト・教育者・音楽学者。パリ音楽院で女性として初めて教授職に就任し、1861年と1869年に管弦楽曲に対してフランス学士院よりシャルティエ賞を授与された。

## 生涯
旧姓はジャンヌ・ルイーズ・デュモン（Jeanne Louise Dumont）といい、両親ともにフランドル系美術家（彫刻家）の家庭に生まれる。幼少からピアニストのセシル・ソリアにピアノを師事。15歳のときパリ音楽院でアントニーン・レイハに作曲と音楽理論、楽器法を師事。一説によると、ヨハン・ネポムク・フンメルにピアノの薫陶を受けたとも伝えられている。1821年にフルート奏者で楽譜出版業のアリスティド・ファランクと出会って結婚。1826年に一人娘のヴィクトリーヌを出産。彼女もまた母親同様に職業ピアニストの道を歩んだ。
1834年より最初の管弦楽曲を発表する。最初に成功した出版作品は《ロシアの歌による変奏曲 Air russe varié》作品17であり、これはロベルト・シューマンによって絶賛された。その後もさまざまな成功を重ね、いくつかの交響曲や室内楽曲によって楽壇で名を揚げることができた。
1842年にパリ音楽院ピアノ科の教授に就任。さしあたって補助職員並みの俸給しか得られなかったために、8年もの間、男性教授並みの給与を求めて闘い続けた。1849年に《交響曲 第3番》作品36がパリ音楽院管弦楽団によって上演されると、最大の成功を収めた。1850年には、《九重奏曲》作品38がヨーゼフ・ヨアヒムの出演を得て成功を収めた。それでも給与は内務省の規定よりも低く、同僚の男性教師はもとより、後から入った教師よりも低かったことから、校長のオベールに不当を訴え続け、1852年にやっと規定額に昇給した。
1859年に娘ヴィクトリーヌが結核のために夭折する。1861年より夫とピアノ曲集『ピアニストの宝庫 Le Trésor des Pianistes』を出版。これは16世紀から19世紀半ばまでの鍵盤楽曲のアンソロジーであり、全部で23巻が出版され、曲ごとに、音楽史や音楽学にまつわるデータや評伝が付されている。夫が1865年に世を去ると、ファランクが独りでこの事業を完成に導いた。
娘と夫に先立たれてからはほとんど作曲しなくなった。1872年までパリ音楽院の教壇に立ち、1875年にパリで亡くなった。

## 作品
ファランクは、メンデルスゾーンやシューマン、ショパン、リストと同世代にあたる。古典派音楽|古典派・ロマン派音楽の作曲様式を独自に発展させている。彼女はウィーン古典派（ハイドン、モーツァルト、ベートーヴェン）の作品に造詣が深かっただけでなく、古楽の研究を通じてその影響も受けていた。したがって、古典派の伝統にロマン派の器楽法を結びつけ、そのため旧来の統一感のある楽曲構成を行なった。同時代の多くのロマン派音楽の作曲家とは対照的に、恩師レイハの伝統に従って、Gegensatzthemenを避け、2つ以上の母胎になる楽想に変奏を施している。
ファランク作品は作曲者の存命中に広く流布し、夫アリスティドの楽譜出版社によって、51曲の有名な作品のうち約40曲が出版された。未出版の管弦楽曲さえ国際的に評価され、ベルギー、デンマーク、フランス、スイスで上演された。ファニー・メンデルスゾーンやクララ・シューマンとは対照的に、ファランクは女性作曲家として健全な自覚を抱いていたにもかかわらず、死後に忘却の憂き目に遭った。
ファランクの作品は、そのいくつかがラジオ番組で放送されたり、映画音楽に利用されたりしたものの、1995年にドイツ研究振興協会（DFG）がオルデンブルク大学に基金を拠出し、彼女の作品の研究・普及を支援するまで、ほとんど無名のままだった。それまでは、復刻された楽譜は《ピアノとフルート、チェロのための三重奏曲 ホ短調》しかなく、シャルティエ賞を受けた交響楽（3つの交響曲と2つの演奏会用序曲）は、演奏にむけて関心がもたれてきたにもかかわらず、楽譜は入手しにくかった。